# Progetto 11780
Il Progetto 11780 Kherson era un programma per una o più portaelicotteri d'assalto anfibio sovietico sviluppato negli anni '80 derivato dalle portaerei di classe Kiev e dal design paragonabile alle navi d'assalto anfibio statunitensi classe Tarawa. La nave avrebbe dovuto avere un dislocamento di circa 25.000 tonnellate, essere dotata di turbine a vapore e trasportare circa 12 elicotteri e quattro mezzi da sbarco di classe Ondatra o due LCAC di classe Tsaplya. Il progetto è stato accantonato con la caduta dell'Unione Sovietica nel 1991.